# 石上瑠美子
石上瑠美子（いしがみ るみこ）は、社団法人松戸市観光協会会長、松戸市民劇団理事長。松戸市にある国重要文化財「戸定邸」に観光ボランティアガイドを創設、民間の観光案内所「松戸探検隊ひみつ堂」を開設するなど観光を通じての街づくり和、劇団活動としては４０年以上に亘り、地域の文化活動を担ってきている。千葉県の観光や文化、中高年の町おこしやボランティア活動について等の講演を県内各地で展開している。

## 人物
1970年：松戸市民交響楽団の司会を務め、子供会や老人会に音楽を届けるボランティアを始める。
1979年9月：松戸市民劇団を創立。
2000年：松戸シティガイドを創設。
2005年3月22日：鳥取県知事より「とっとりふるさと大使」として委嘱
2005年8月1日：千葉きらめき総体　総合開会式　ナレーションを務める
2012年6月5日：「松戸探検隊ひみつ堂」開館と共に館長就任。
2017年3月1日：「戸定が丘の歴史と環境を守る松戸市民の会」会長就任
2017年7月2日：「社団法人松戸市観光協会」副会長就任
2025年5月22日：「社団法人松戸市観光協会」会長就任
各種講演の講師、司会、無声映画弁士などを務めるかたわら、ボイストレーナー、朗読教室を主宰するなど、声と言葉を使う仕事が多い。行政と市民の間のコーディネーター。

## 主な仕事
活弁 : 無声映画の弁士、万朶るり子(ばんだるりこ）として、東京キネマ倶楽部で活動。
講談 : 地域の歴史に因んだオリジナル講談「松戸すぐやる課誕生記」「二十世紀ナシ･シンデレラ物語」「真相里見八犬伝」など講談化。
ボイストレーニング : 市内外に７教室があり、朗読や語り、話し方のためのボイスティチャーとして活動。
講演 : 観光、地域おこし、終活、千葉県人四方山話し、仲良く出来る話し方等を題材とした各種講演。
司会 : 各種発表会、結婚式、イベント等の司会。
ガイド : 松戸市内の観光ガイド。

## 主な所属団体
- NPO法人松戸市民劇団[2]理事
- 戸定が丘の歴史と環境を守る会[8]
- とっとりふるさと大使[5]
- 社団法人松戸市観光協会[1]
- 松戸探検隊ひみつ堂[7]
- 千葉県ボランティアガイド協議会[11]
- 朗読と語りの会主宰
- 古物商・春宵堂

## 資格
- 小笠原流礼法・準師範

## 出演番組

### テレビ
- 『NEWS アンサー』エンディングノートについて　TV東京 　(2011年11月9日）[12]
- 『ワールドビジネスサテライト』　TV東京  (2013年8月13日）[13]
- 『ひるまえほっと』（関東地方の話題）江戸川と歴史の町 ～千葉 松戸～　NHK (2015年5月20日)　[14]
- 『ノンストップ！』　One Dish　フジテレビ 　(2015年10月2日）[15]
- 『ご当地サタデー♪』　J.COM (2016年10月6日)　[16]
- 『小さな旅 めぐり結んで　宿場の縁～千葉県　松戸市～』 NHK (2017年3月5日)　[17]
- 『あさイチ』JAPA-NAVI  NHK (2018年2月8日) [18]
- 『千葉東葛人図鑑』　J.COM  (2018年5月)　[19]
- 『太田和彦のふらり旅　新・居酒屋百選』　BS11 (2019年4月22日)　[20]
- 『てくてく まつドコロ ～やさシティに恋して～』　J:COM(2019年8月8日）[21]

### ラジオ
- 『MATSUDO HAPPY☆topics』【第13回放送】　松戸市 (2016年3月31日)　[22]
- 『MATSUDO HAPPY☆topics』【第52回放送】　松戸市 (2016年12月29日)　[23]
- 『MATSUDO HAPPY☆topics』【第79回放送】　松戸市 (2017年7月6日)　[24]
- 『MATSUDO HAPPY☆topics』【第104回放送】　松戸市 (2017年12月28日)　[25]